# ヒドロキシメチルグルタリルCoAヒドロラーゼ
ヒドロキシメチルグルタリルCoAヒドロラーゼ(Hydroxymethylglutaryl-CoA hydrolase、EC 3.1.2.5)は、以下の化学反応を触媒する酵素である。
(S)-3-ヒドロキシ-3-メチルグルタリルCoA + 水{\displaystyle \rightleftharpoons }3-ヒドロキシ-3-メチルグルタル酸 + 補酵素A
従って、基質は(S)-3-ヒドロキシ-3-メチルグルタリルCoAと水の2つ、生成物は3-ヒドロキシ-3-メチルグルタル酸と補酵素Aの2つである。
この酵素は加水分解酵素に分類され、特にチオエステル結合に作用する。系統名は、(S)-3-ヒドロキシ-3-メチルグルタリルCoAヒドロラーゼ((S)-3-hydroxy-3-methylglutaryl-CoA hydrolase)である。